# Huevo de la Orden de San Jorge
El huevo de la Orden de San Jorge, también llamado de la Cruz de San Jorge, es un huevo de Pascua esmaltado realizado bajo la supervisión del joyero ruso Peter Carl Fabergé en 1916, para Nicolás II de Rusia, quien presentó el huevo joya a su madre, la emperatriz viuda María Feodorovna.
Este fue el último huevo que recibió la emperatriz viuda, ya que el huevo de abedul de Carelia que estaba destinado a ella para la Pascua del año siguiente nunca llegó a entregarse.

## Sorpresa
Consiste en los retratos en miniatura en acuarela sobre marfil de Nicolás II y el zarevich Alexei Nicolaievich, que al presionar botones laterales aparecen debajo al alzarse las cruces de San Jorge.

## Historia
Realizado durante la Primera Guerra Mundial, conmemora la Orden de San Jorge que fue otorgada al emperador Nicolás y su hijo, el Gran Duque Alexei Nikolaievich. Este huevo y su homólogo, el huevo militar de acero, recibieron un diseño modesto, acorde con la austeridad impuesta por los tiempos bélicos. Sobre el fondo de esmalte blanco se aplica una rejilla verde y una cinta de la Orden de San Jorge en relieve de la que pende a cada lado bajo un lazo su medalla con la Cruz. Sobre la parte superior del huevo está el monograma plateado de la emperatriz viuda y en la base la fecha "1916". El huevo se asienta sobre un fino soporte cuyas patas terminan curvadas.
Fabergé facturó 13.347 rublos por los dos huevos.
La emperatriz viuda llevó consigo el huevo de la Orden de San Jorge cuando viajó a Kiev en mayo de 1916, evitando así la Revolución de Octubre. El Gobierno Provisional Ruso la obligó a viajar a Crimea, de donde huyó en 1919 a bordo del HMS Marlborough. María Feodorovna murió en Dinamarca en 1928, y sus joyas, incluyendo este huevo que fue el único que conservó consigo, fueron valoradas en 100.000 libras esterlinas por el joyero RG Hennel&Sons.
Varias de las joyas fueron adquiridas por la reina María de Teck, recaudando 136,624 libras. El huevo fue heredado por la gran duquesa Xenia Alexandrovna de Rusia y tras su muerte en 1960 fue vendido en Sotheby's por el equivalente a 30.910 dólares a la Compañía Fabergé.
En 2004 se vendió como parte de la Forbes Collection a Víktor Vekselberg. Vekselberg compró unos nueve huevos imperiales, como parte de la colección, por casi 100 millones de dólares. El huevo ahora se encuentra en el Museo Fabergé en San Petersburgo, Rusia.